# ピューリッツァー賞 写真部門
ピューリッツァー賞 写真部門（ピューリッツァーしょう しゃしんぶもん）は、ピューリッツァー賞の部門の一つ。1942年から授与されていたが、1968年に特集写真部門とニュース速報写真部門の2部門に分割された。

## 受賞作品
- 1942年：ミルトン・ブルックス（デトロイト・ニュース）、"Ford Strikers Riot"フォード自動車工場での労働争議の写真
- 1943年：フランク・ノエル（AP通信）、 "Water!"船が撃沈されて漂流中の船員を写した写真
- 1944年：フランク・フィラン（AP通信）、タラワの戦い。アール・L・バンカー（オマハ・ワールド・ヘラルド紙）、"Homecoming"
- 1945年：ジョー・ローゼンタール（AP通信）、『硫黄島の星条旗』（硫黄島の摺鉢山の頂上に星条旗を立てるアメリカ海軍の海兵隊の兵士たちの写真）
- 1946年：受賞者なし
- 1947年：アーノルド・ハーディ（アマチュア）、ホテル火災、窓から飛び降りる少女の写真
- 1948年：フランク・クッシング（ボストン・トラベラー）、"Boy Gunman and Hostage"
- 1949年：ナサニエル・ファイン（ニューヨーク・ヘラルド・トリビューン）、ベーブ・ルースの引退の写真
- 1950年：ビル・クラウチ（オクラホマ・トリビューン）、航空ショーのニアミスに関する写真
- 1951年：マックス・デスフォー（AP通信）、"Flight of Refugees Across Wrecked Bridge in Korea"と題する朝鮮戦争に関するシリーズ
- 1952年：ジョン・ロビンソン、ドン・アルタグ（デモイン・レジスター）、ドレイク大学とオクラホマ州立大学のフットボールの試合において、選手のジョニー・ブライトがあごを骨折した写真を含む6枚のシリーズ
- 1953年：ウィリアム・H・ギャラガー（フリント・マガジン）、1952年の大統領選において、候補のアドレー・スティーブンソンの写真
- 1954年：ウォルター・M・ショウ（アマチュア）、カリフォルニア州レディングにおける救出。
- 1955年：ジョン・L・ゴーント・ジュニア（ロサンゼルス・タイムズ）、"Tragedy by the Sea"と題する、数分前に彼らの息子を攫っていった荒れた海の前にたたずむ若い夫婦の姿を写した写真
- 1956年：ニューヨーク・デイリー・ニュース誌のスタッフ、"Bomber Crashes in Street"を初めとする1955年の一連の報道写真
- 1957年：ハリー・A・トラスク（ボストン・トラベラー）、定期船アンドレア・ドリア号の沈没の様子を上空から撮影したシリーズ
- 1958年：ウィリアム・C・ビール（ワシントン・デイリー・ニュース）、パレードの最中、通りを横切ろうとする2歳の男の子に話しかける警察官の写真
- 1959年：ウィリアム・シーマン（ミネアポリス・スター）、路上における子供の事故死を捉えた写真
- 1960年：アンドリュー・ロペス（UPI通信）、フィデル・カストロ率いる革命軍によって銃殺刑に処されるバティスタ軍の伍長を写した写真
- 1961年：長尾靖（毎日新聞社）、右翼活動家山口二矢による浅沼稲次郎日本社会党委員長の刺殺の瞬間（浅沼暗殺事件）をとらえた写真
- 1962年：ポール・ヴァシス（AP通信）、"Serious Steps"キャンプ・デービッドでケネディ大統領とアイゼンハワー前大統領が並んで歩く写真
- 1963年：ヘクター・ロンドン（カラカス誌・ベネズエラ）、1962年のベネズエラにおける暴動で、傷ついた兵士を抱える司祭の写真
- 1964年：ロバート・H・ジャクソン（ダラス・タイムズ・ヘラルド）、ジャック・ルビーによるリー・ハーヴェイ・オズワルド射殺の瞬間を捉えた写真
- 1965年：ホースト・ファス（英語版）（AP通信）、1964年の南ベトナムにおける戦闘の写真
- 1966年：沢田教一（UPI通信）、『安全への逃避』（ベトナム戦争の戦火を逃れるため河を泳ぎ渡る母親と子供の写真）
- 1967年：ジャック・R・ソーネル（AP通信）、ミシシッピ大学に黒人として初めて入学したジェームズ・メレディスが、メンフィスからミシシッピ州ジャクスンまでの行進の最中に銃撃された際の写真

以後はピューリッツァー賞 特集写真部門・ピューリッツァー賞 ニュース速報写真部門を参照